# Sipplingen
Sipplingen ist eine Gemeinde im Bodenseekreis in Baden-Württemberg. Sie liegt am Bodensee, etwa sechs Kilometer nordwestlich von Überlingen. Das Trinkwasser der Bodensee-Wasserversorgung wird in Sipplingen dem Bodensee entnommen.
Der Ort erhielt 1979 das Prädikat staatlich anerkannter Erholungsort vom Regierungspräsidium Tübingen verliehen.

## Geografie

### Geografische Lage

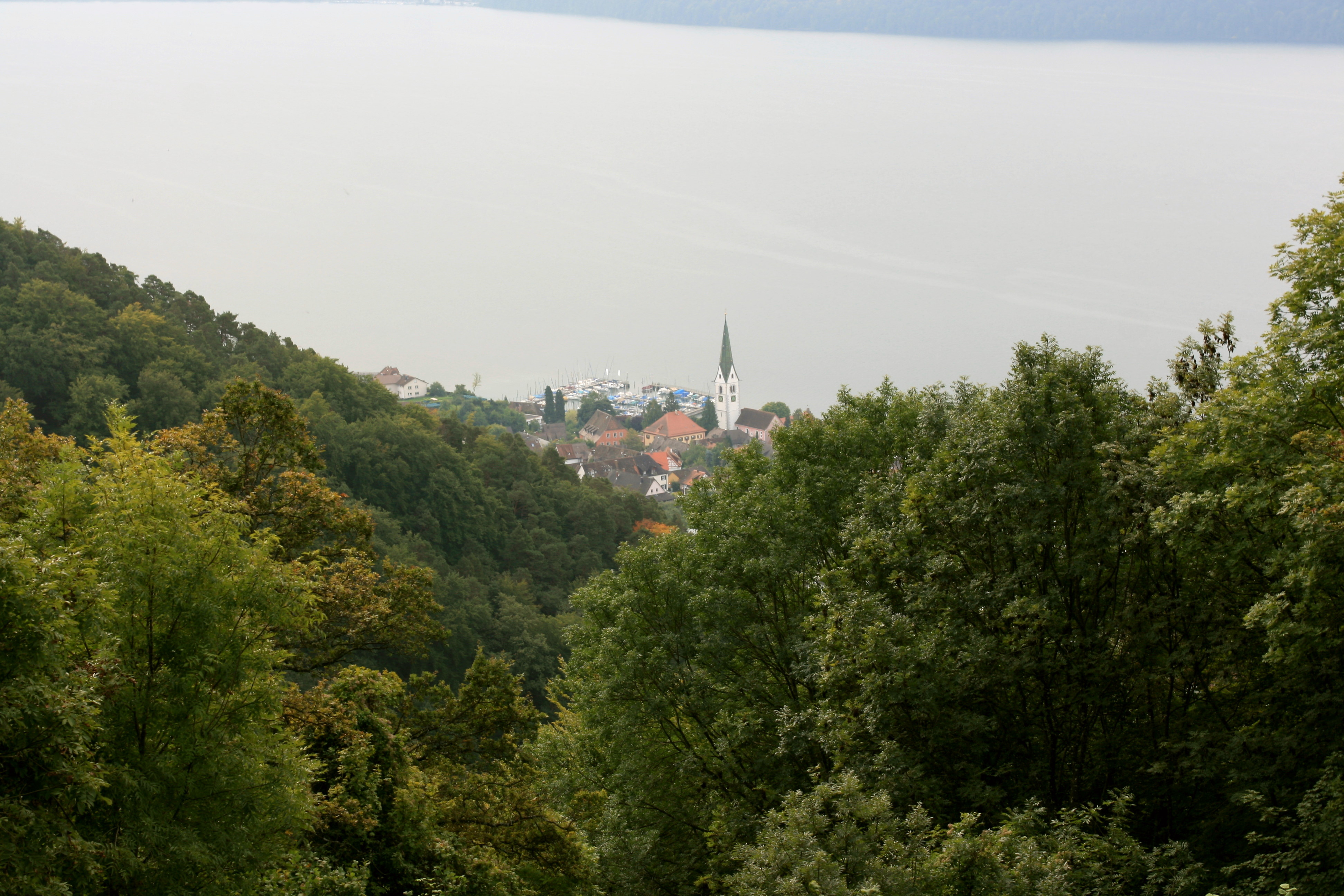
Blick vom Haldenhof auf Sipplingen

Sipplingen liegt im westlichen Bodenseekreis am nordöstlichen Steilufer des Überlinger Sees, einem Teil des Bodensees. Die Ortslage zieht sich von Südwest nach Nordost in teils geringer Breite dem auf 395 m ü. NHN gelegenen See entlang und erstreckt sich auf bis zu 470 m ü. NHN am bewaldeten Oberhang. Von diesem herab laufen neun nicht sehr lange Bäche dem See zu, der Tobelbach an der Stadtgrenze von Überlingen, dann der Bonensbach, im Dorfbereich der Bach von der Himbergquelle, der Wiedenbach, der Hörnlebach und zuletzt am anderen Dorfende der Sulzbach, dann noch der Künstbergbach, der Beerentalbach und zuletzt an der Gemeindegrenze von Bodman-Ludwigshafen der Pfaffentalbach.
Das unmittelbar an den See grenzende Dorf ist der bei weitem größte Ortsteil, die anderen umfassen jeweils nur wenige Gebäude und stehen am unteren Hang, Niederhohenfels am Nordrand des Dorfes, die übrigen im Nahbereich der am Tobelbach liegenden Süßenmühle.

### Gemeindegliederung
Zur Gemeinde Sipplingen gehören das Dorf Sipplingen, dem Weiler Süßenmühle, die Höfe Niederhohenfels (Sternen) und Schwenkental und die Häuser Rosenberg.

### Natur und Schutzgebiete
Im Gemeindegebiet Sipplingens sind die drei Naturschutzgebiete „Hödinger Tobel“, „Köstenerberg“ und „Sipplinger Dreieck“ sowie das Landschaftsschutzgebiet „Bodenseeufer“ ausgewiesen (Stand: 30. April 2009).
Zwar nicht geschützt aber trotzdem bemerkenswert ist die „Hildegardlärche über Sipplingen“. Sie ist die wohl mächtigste Lärche (Larix decidua) Deutschlands und ist 45 Meter hoch. Sie ist benannt nach einer Gräfin Hildegard aus dem Geschlecht derer von Hohenfels. Der Baum wurde wohl im Jahr 1739 gepflanzt und ist daher heute 285 Jahre alt.

## Geschichte

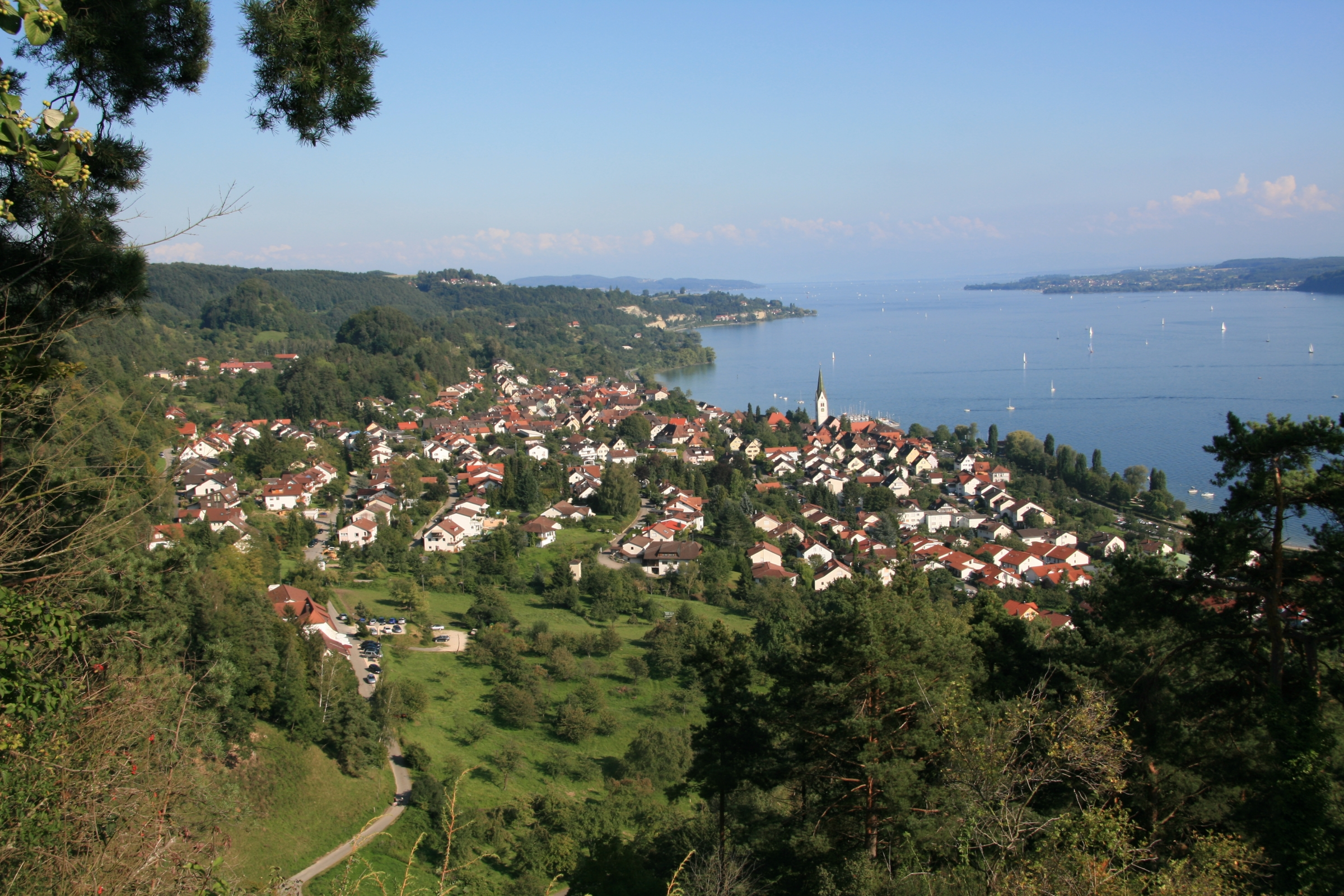
Nordwestansicht von Sipplingen

Das Gebiet um Sipplingen ist schon sehr lange besiedelt. Die sehr gut erhaltene Abfolge der Sedimentschichten des Sipplinger Bodenseeufers erwiesen sich als ergiebige archäologische Fundstelle für steinzeit-, jungsteinzeit- und bronzezeitliche Pfahlbausiedlungen. Etwa 20 Siedlungen konnten inzwischen nachgewiesen werden. Dendrochronologische Untersuchungen datieren die erste Siedlung auf exakt 3919 v. Chr. und die letzte auf 933 v. Chr. Zudem wurde 2008 von Taucharchäologen des Landesamts für Denkmalpflege Baden-Württemberg vor Sipplingen in einer Flachwasserzone ein prähistorischer Schuh gefunden. Es handelt sich um eine sehr gut erhaltene, aus Lindenbast geflochtene Sandale, die zwischen 2917 und 2856 v. Chr. datiert ist.
Das Dorf Sipplingen entstand vermutlich zwischen dem 6. und 8. Jahrhundert. Erstmals schriftlich erwähnt wird der Ort als Sipelingen in einer Urkunde aus dem Jahr 1155, in der Kaiser Friedrich I. (Barbarossa) die Grenzen des Bistums Konstanz festlegte. Eine Urkunde angeblich aus dem Jahr 965 mit der Nennung von Sipplingen als Sibelingen gilt heute als Fälschung aus der zweiten Hälfte des 12. Jahrhunderts.
Sipplingen gehörte im Heiligen Römischen Reich zur Landgrafschaft Nellenburg und fiel 1805 zunächst an das Kurfürstentum, seit 1806 Königreich Württemberg. Durch den Grenzvertrag von 1810 gelangte Sipplingen zum Großherzogtum Baden. Dort gehörte die Gemeinde zum Bezirksamt Überlingen, seit dem 1. Januar 1939 Landkreis Überlingen.
Lange entwickelte sich Sipplingen in relativer Abgeschiedenheit. Aufgrund seiner Steiluferlage entstanden erst im 19. Jahrhundert Straßen und Bahnverbindungen zu den Nachbargemeinden. Im 20. Jahrhundert verlor die bis dahin vorherrschende Landwirtschaft an Bedeutung und der Ort entwickelte sich zu einer Wohngemeinde.
1945 wurde der Ort Teil der Französischen Besatzungszone und gehörte somit zum neu gegründeten südlichen Land Baden, das 1952 im Regierungsbezirk Südbaden des neuen Bundeslandes Baden-Württemberg aufging. 1973 erfolgte die Kreisreform in Baden-Württemberg, bei der Sipplingen zum Bodenseekreis kam.
1987 gewann das Dorf eine Goldmedaille im Bundeswettbewerb Unser Dorf soll schöner werden.
Bei Sipplingen befinden sich die Reste der Burgen Haldenberg, Hohenfels und Hüneberg.

## Politik

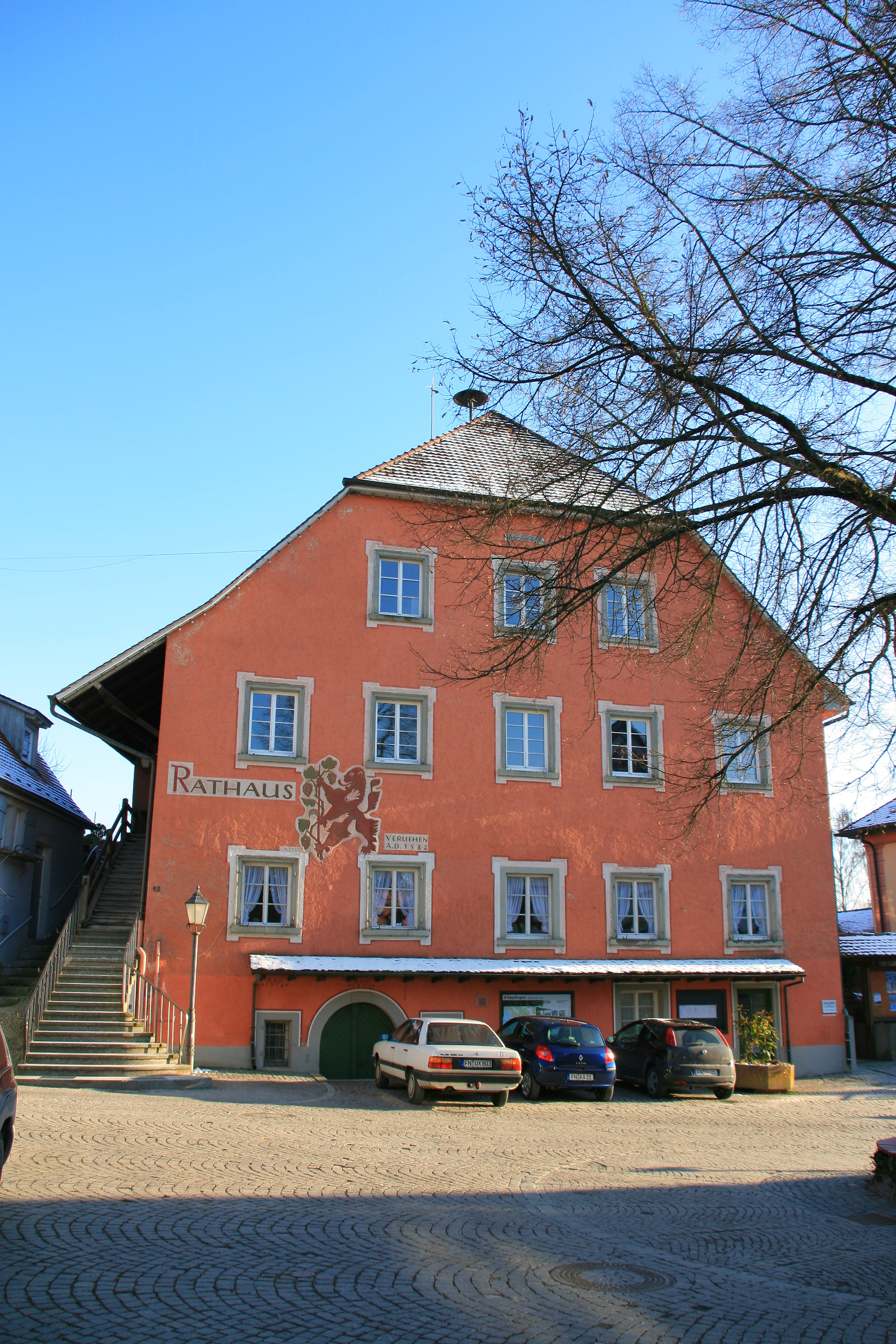
Rathaus Sipplingen

### Verwaltungsgemeinschaft
Sipplingen ist mit der Großen Kreisstadt Überlingen und der Gemeinde Owingen eine Vereinbarte Verwaltungsgemeinschaft eingegangen.

### Gemeinderat
Der Gemeinderat in Sipplingen besteht aus den 12 gewählten ehrenamtlichen Gemeinderäten und dem Bürgermeister als Vorsitzendem. Der Bürgermeister ist im Gemeinderat stimmberechtigt.
Die Kommunalwahl am 9. Juni 2024 führte zu folgendem Ergebnis (mit Vergleich zu 2019):. 
| Partei / Liste                                    | Stimmenanteil | Sitze |                 | 2019 |
| Sipplinger Freie Wähler                           | –             | –     | 57,7 %, 7 Sitze |      |
| Demokratische Bürger Sipplingen                   | 54,70 %       | 7     | –               |      |
| Christlich Demokratische Union Deutschlands (CDU) | 45,30 %       | 5     | 42,3 %, 5 Sitze |      |

### Bürgermeister
Der Bürgermeister wird unmittelbar von den Bürgern der Gemeinde auf 8 Jahre gewählt. Hauptamtlicher Bürgermeister der Gemeinde Sipplingen ist seit 1. Juli 2017 Oliver Gortat.
Bürgermeister von Sipplingen seit 1957
- 1957–1977: Robert Cordes-Schmid
- 1977–1993: Kurt Binder
- 1993–2001: Klaus Kayan
- 2001–2017: Anselm Neher
- seit 2017: Oliver Gortat

### Wappen
| Wappen der Gemeinde Sipplingen | Blasonierung: „In Silber (Weiß) ein roter Löwe, die Brust belegt mit einer schräglinken natürlichen Rechthand, mit der rechten Pranke einen aus dem Unterrand wachsenden goldenen (gelben) Weinstock mit drei goldenen (gelben) Trauben und drei grünen Blättern, mit der linken ein blaues Rebmesser haltend.“ |
| Wappen der Gemeinde Sipplingen | Wappenbegründung: Erzherzog Ferdinand von Österreich stellte der Gemeinde am 14. Dezember 1582 einen Wappenbrief aus, der nach zeitweiliger Vergessenheit um die letzte Jahrhundertwende wiederentdeckt wurde. Seither führt Sipplingen wieder dieses Wappen, das den roten Löwen seiner ehemaligen habsburgischen Herrschaft mit Symbolen für den einst bedeutenden Weinbau verbindet. Die Hand wird als Sinnbild der Treue zum Hause Habsburg beziehungsweise als Zeichen seiner Gunst gedeutet. |

## Wirtschaft und Infrastruktur

### Wirtschaft
Ein Teil der erwerbstätigen Bevölkerung pendelt in die umliegenden größeren Städte, etwa Überlingen und Friedrichshafen.
Vor Ort arbeiten die Einwohner hauptsächlich im mittelständischen Gewerbe. Im Gewerbegebiet Längerach haben sich vorwiegend einheimische Handwerker und Gewerbetreibende niedergelassen. Seit Jahren verschiebt sich der Schwerpunkt kontinuierlich vom produzierenden zum Dienstleistungsgewerbe. Insbesondere der Tourismus gewinnt zunehmend an Bedeutung.
In erster Linie zum Nebenerwerb oder zum Eigenbedarf wird viel Obstanbau betrieben, wobei die Kirsche eine besonders wichtige Rolle spielt. Daneben werden Zwetschgen, Mirabellen, Pflaumen, Äpfel, Birnen und Walnüsse angebaut und Honig gewonnen. Die Sipplinger Steiluferlandschaft ist nur sehr aufwendig durch Obstwiesen, Gärten, Bewaldung und Sträucher landwirtschaftlich nutzbar. Es gibt 26 Kleinbrenner (Stand: Dezember 2011).
Die Wasserentnahmestelle und die Aufbereitungsanlagen des Zweckverbands Bodensee-Wasserversorgung, der etwa vier Millionen Bürger in Baden-Württemberg mit Trinkwasser versorgt, befinden sich auf Sipplinger Gemarkung.
Seit 2015 verschwinden in Sipplingen große Mengen an Wasser, die nicht „mit defekten Wasserrohren erklärt werden können“. 2019 allein verschwanden rund 66 000 Kubikmeter Wasser.

### Verkehr

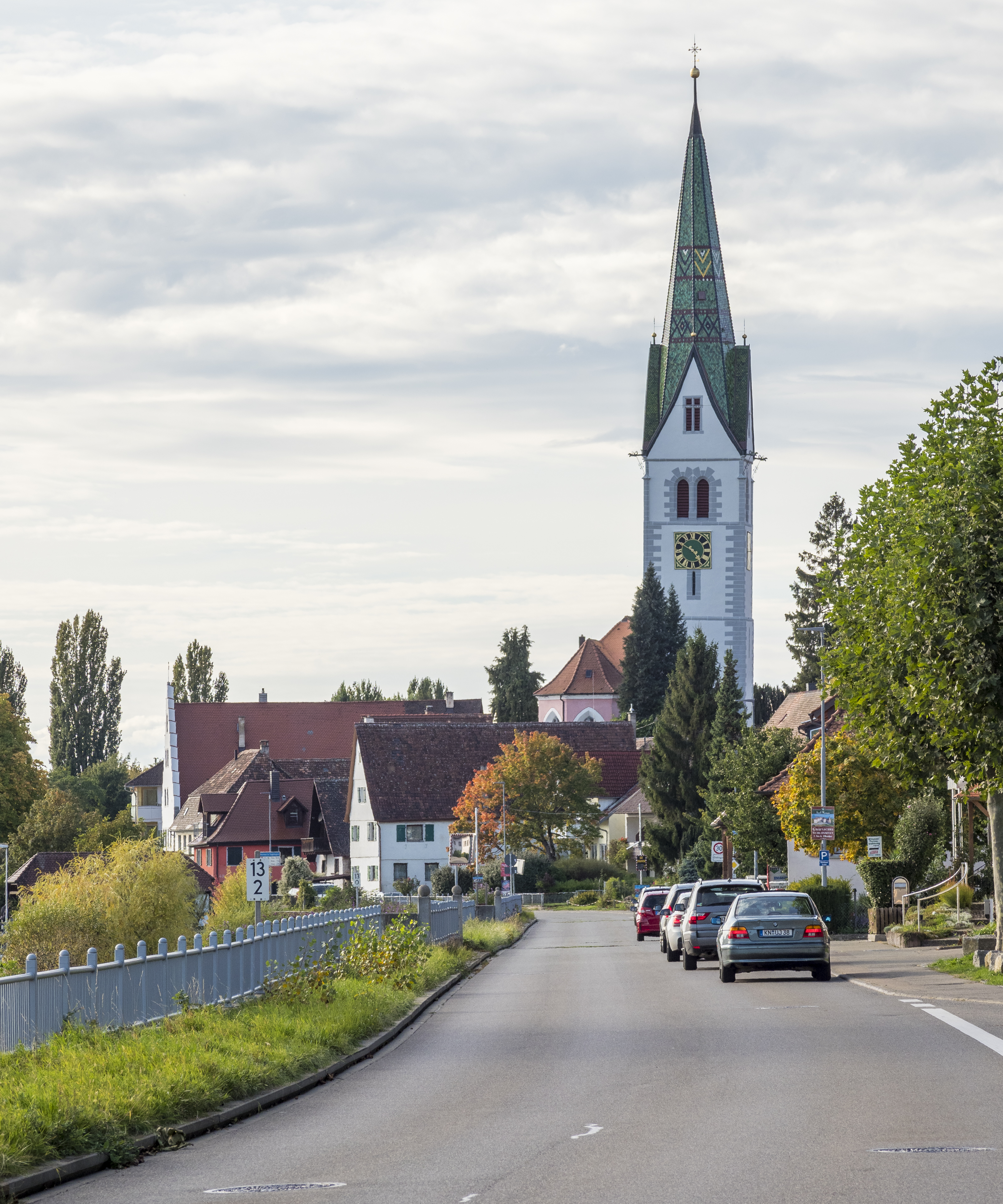
Sipplingen von Osten (B 31alt)

Wegen immer wieder auftretenden oder drohenden Hangrutschungen und Felsstürzen an den steilen Felsabbrüchen im Bereich des Sipplinger Hangs mussten Straße, Radweg und Bahnstrecke in der Vergangenheit des Öfteren gesperrt werden.

#### Straßenverkehr
Sipplingen liegt an der Bundesstraße 31 alt, etwa vier Kilometer östlich von Bodman-Ludwigshafen und sechs Kilometer westlich von Überlingen.

#### Bahnverkehr

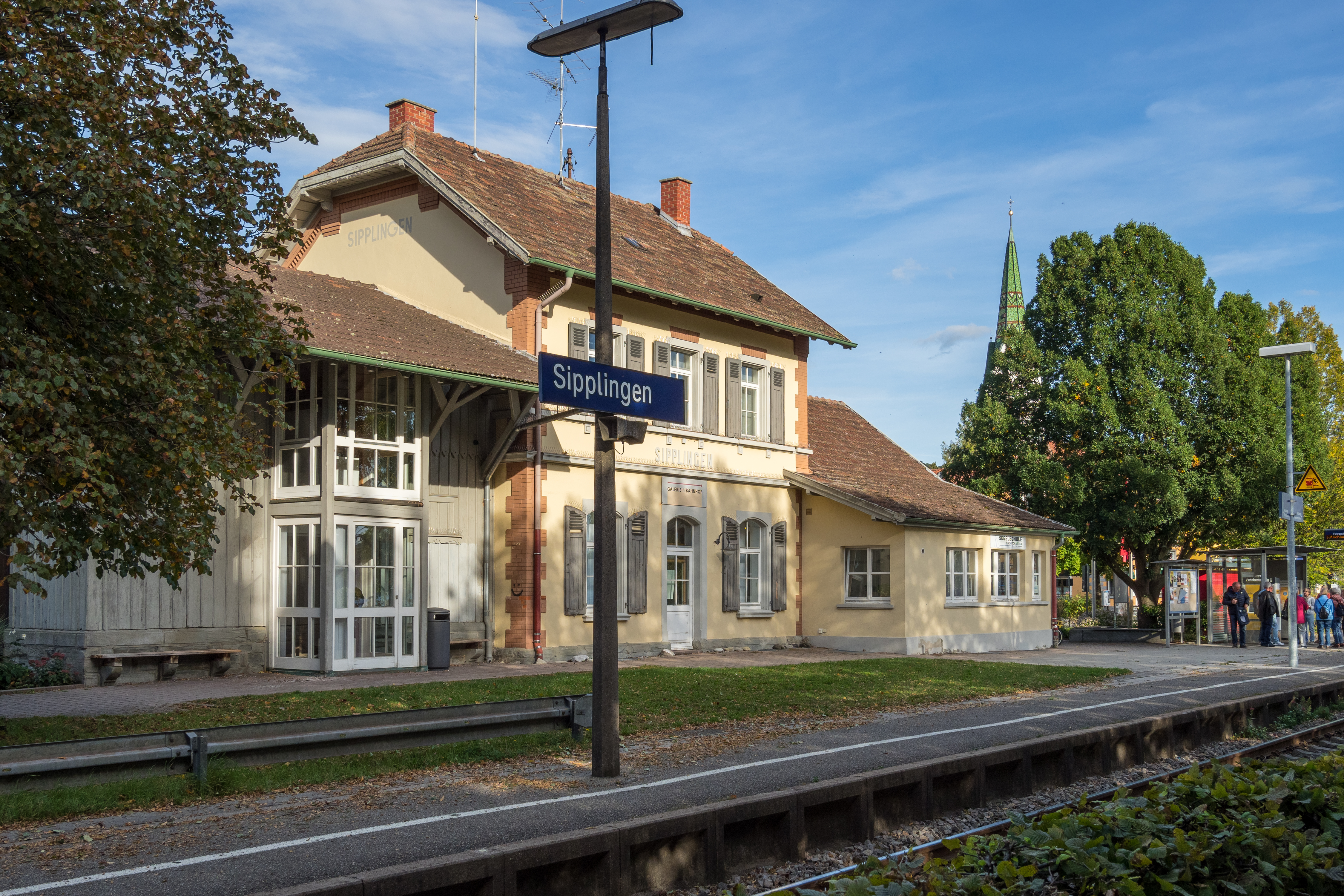
Bahnhof Sipplingen

Die Gemeinde liegt an der Bahnstrecke Stahringen–Friedrichshafen der Deutschen Bahn und gehört dem Bodensee-Oberschwaben Verkehrsverbund (bodo) an.

#### Radverkehr
Durch eine Alltagsroute aus dem Radnetz Baden-Württemberg ist Sipplingen mit Überlingen und in der anderen Richtung über Ludwigshafen mit Stockach verbunden.
Durch Sipplingen führt der Bodensee-Radweg, der als Fernradweg den Bodensee umrundet. Er ist auf der Nordseite des Sees auch ein Teil der D-Route 8 (Rhein-Route).

#### Wanderweg
Als direkt am See liegende Gemeinde ist Sipplingen Station des Bodensee-Rundwegs.
Durch das Gemeindegebiet Sipplingens verläuft die sechste Etappe des Jubiläumswegs, ein 111 Kilometer langer Wanderweg, der 1998 zum 25-jährigen Bestehen des Bodenseekreises ausgeschildert wurde. Er führt über sechs Etappen durch das Hinterland des Bodensees von Kressbronn über Neukirch, Meckenbeuren, Markdorf, Heiligenberg und Owingen nach Überlingen.

#### Touristischer Schiffsverkehr
Sipplingen war durch die Motorbootgesellschaft Bodman von Anfang April bis Mitte Oktober sowohl von Bodman-Ludwigshafen als auch von Überlingen über den See zu erreichen. Die Betriebsführung wurde 2010 vom Eigenbetrieb „Energie, Versorgung, Verkehr“ (EVV) der Gemeinde Bodman-Ludwigshafen und der Bodenseeschifffahrt Deinis übernommen.

### Bildungseinrichtungen
Im Dorf gibt es einen Kindergarten und eine Grundschule.

### Freizeit- und Sportanlagen
Sipplingen besitzt zwei Yachthäfen, in denen Boote von Einheimischen und Feriengästen liegen. An den Uferanlagen gibt es ein Beachvolleyballfeld, zwei Boule- bzw. Boccia-Bahnen und ein öffentliches Strandbad. Im Längerach befinden sich zwei Fußballplätze, ein Kleinspielfeld und Leichtathletikanlagen.

## Kultur und Sehenswürdigkeiten

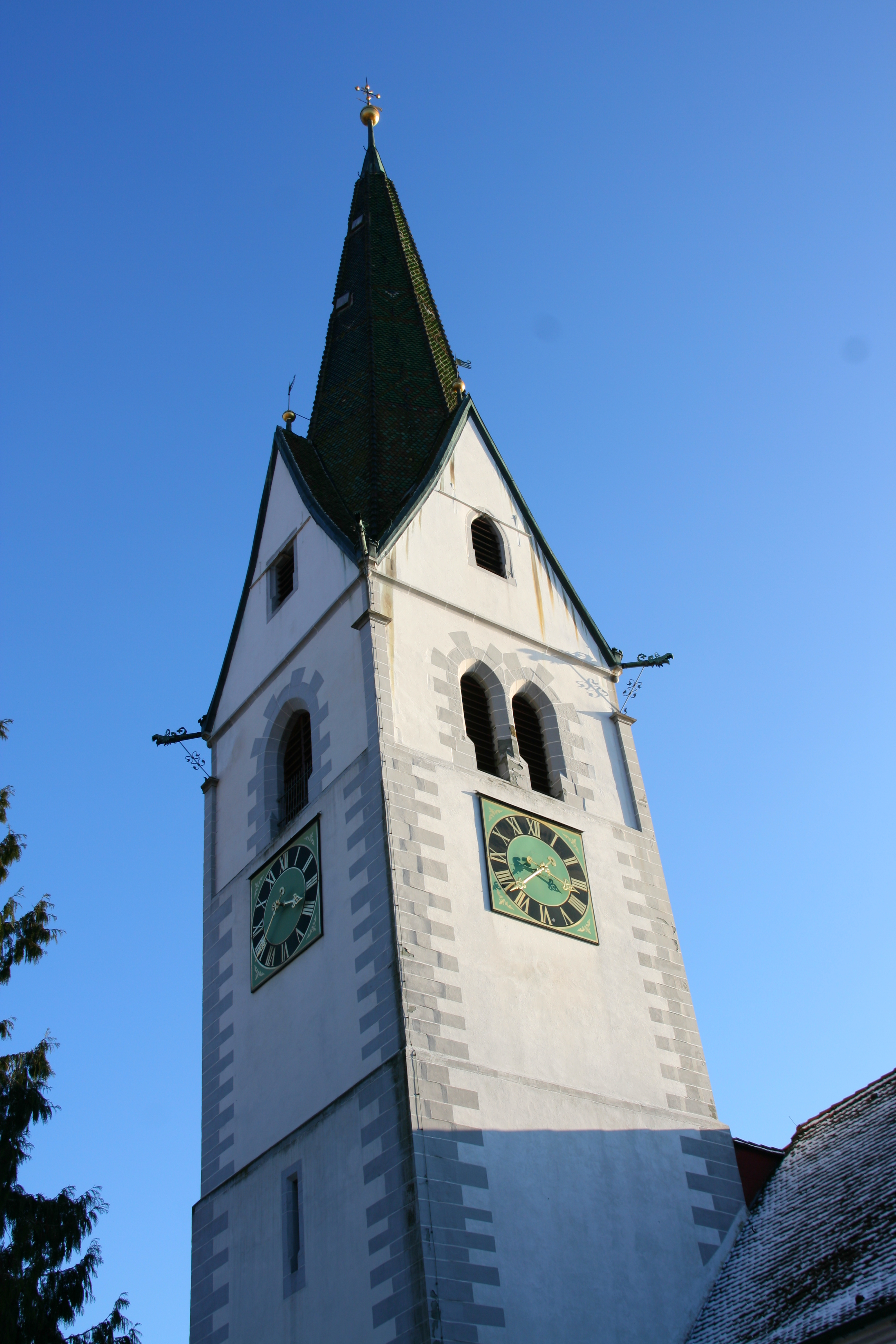
Kirchturm der Pfarrkirche St. Martin Sipplingen

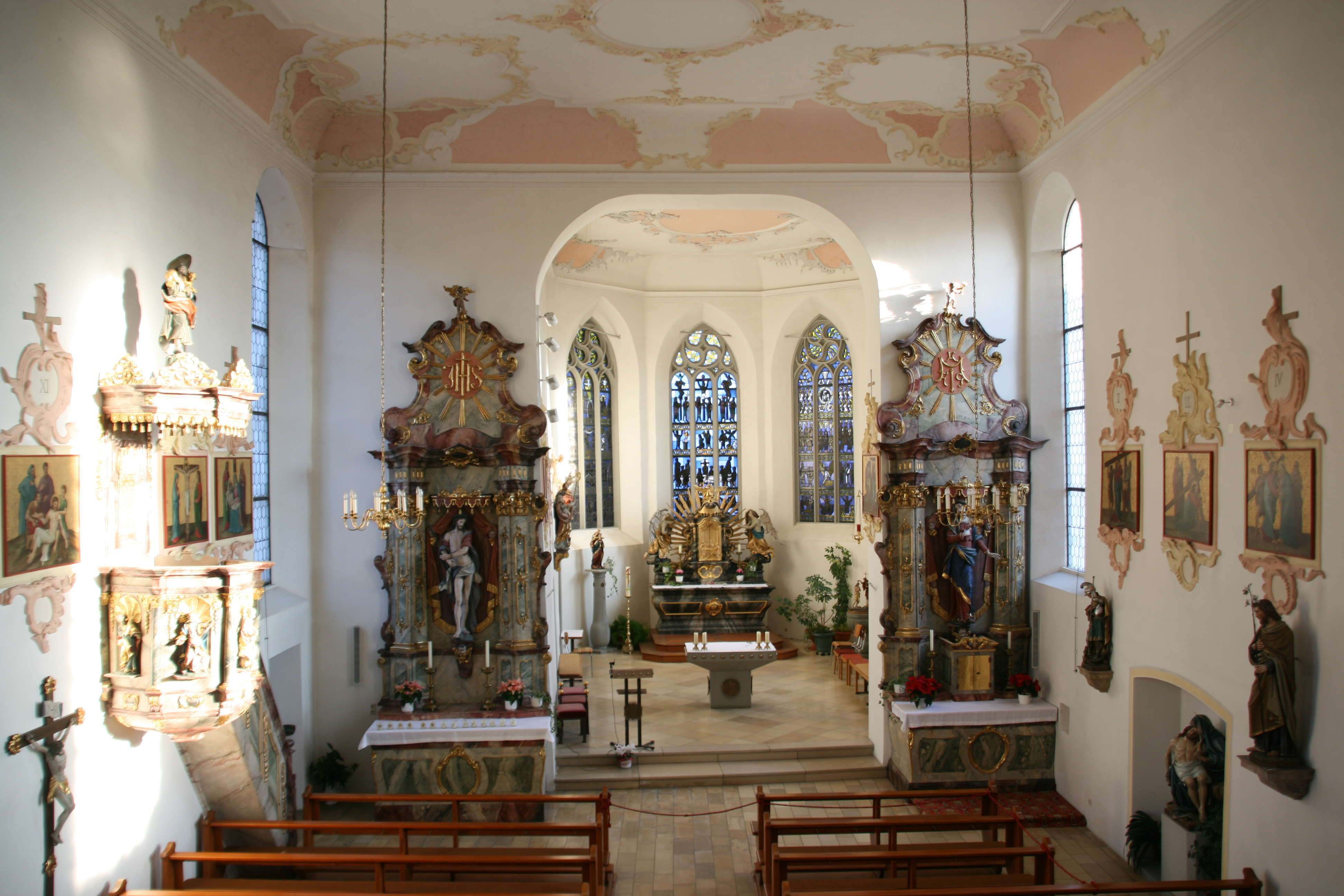
Innenraum der Pfarrkirche St. Martin in Sipplingen

Sehenswert ist der historische Dorfkern, der als Gesamtanlage Sipplingen unter Denkmalschutz steht, sowie die über 1000-jährige Linde beim Gasthof Haldenhof.
Früher gab es die Erlebniswelt Sipplingen. Sie existierte von 1993 bis etwa 2006. Dort waren unter anderem alte Autos und Motorräder ausgestellt.

### Bauwerke
- Im Dorfzentrum befindet sich die alte katholische Pfarrkirche St. Martin, welche St. Martin und St. Georg geweiht ist. Der Innenraum des gotischen Bauwerks ist barockisiert.
- Das Franziskanerinnenkloster Sipplingen wurde vor 1445 gegründet und 1782 aufgehoben.[21]
- Sipplinger Wasserwerk. Das Trinkwasser der Bodensee-Wasserversorgung wird in Sipplingen dem Bodensee entnommen und auf den Sipplinger Berg gepumpt.[22] Das Wasserwerk Sipplinger Berg ist Deutschlands größtes Wasserwerk.[23]

### Brauchtum
Die Bürgermiliz aus Sipplingen besteht aus den Abteilungen Spielmannszug, Milizkapelle und Mannschaft unter Gewehr. Ihr Bestehen verdanken sie ihrem Eingreifen im Jahr 1849 gegen badische Revolutionäre in Bodman.

## Söhne und Töchter der Gemeinde
- Johann Josef Auer (1666–1739), Bildhauer, in Sipplingen geboren

## Bekannte Personen, die in Sipplingen lebten
- Walter Braunfels (1882–1954), Komponist, lebte in Süßenmühle von 1937 bis 1954